# Freddie Sears
Frederick David "Freddie" Sears (Hornchurch, 27 november 1989) is een Engels voetballer die bij voorkeur als aanvaller speelt. Hij tekende in januari 2015 bij Ipswich Town.

## Clubcarrière
Sears is afkomstig uit de jeugdopleiding van West Ham United. Op 15 maart 2008 debuteerde hij in de Premier League tegen Blackburn Rovers. Hij viel een kwartier voor tijd in en maakte zes minuten later het winnende doelpunt. The Hammers besloten om de jonge spits te laten rijpen bij Crystal Palace, Coventry City, Scunthorpe United en Colchester United. In 2012 maakte hij transfervrij de overstap naar Colchester United. In 91 competitiewedstrijden maakte Sears 28 competitiedoelpunten in de League One. In januari 2015 werd hij verkocht aan Ipswich Town. Op 17 januari 2015 debuteerde de spits voor zijn nieuwe club tegen Millwall. Vier dagen later maakte hij zijn eerste treffer voor The Blues tegen Brighton & Hove Albion. In zijn eerste maanden bij Ipswich Town maakte hij negen doelpunten in 22 competitiewedstrijden.

## Interlandcarrière
Sears kwam reeds uit voor diverse Engelse nationale jeugdelftallen. In 2009 kwam hij driemaal in actie voor Engeland –21, waarin hij één doelpunt scoorde.